# Ясеновець
Ясенове́ць — село Калуського району Івано-Франківської області. Входить до складу Дубівської сільської громади.

## Географія
Селом протікає потік Ясеновець.

## Історія

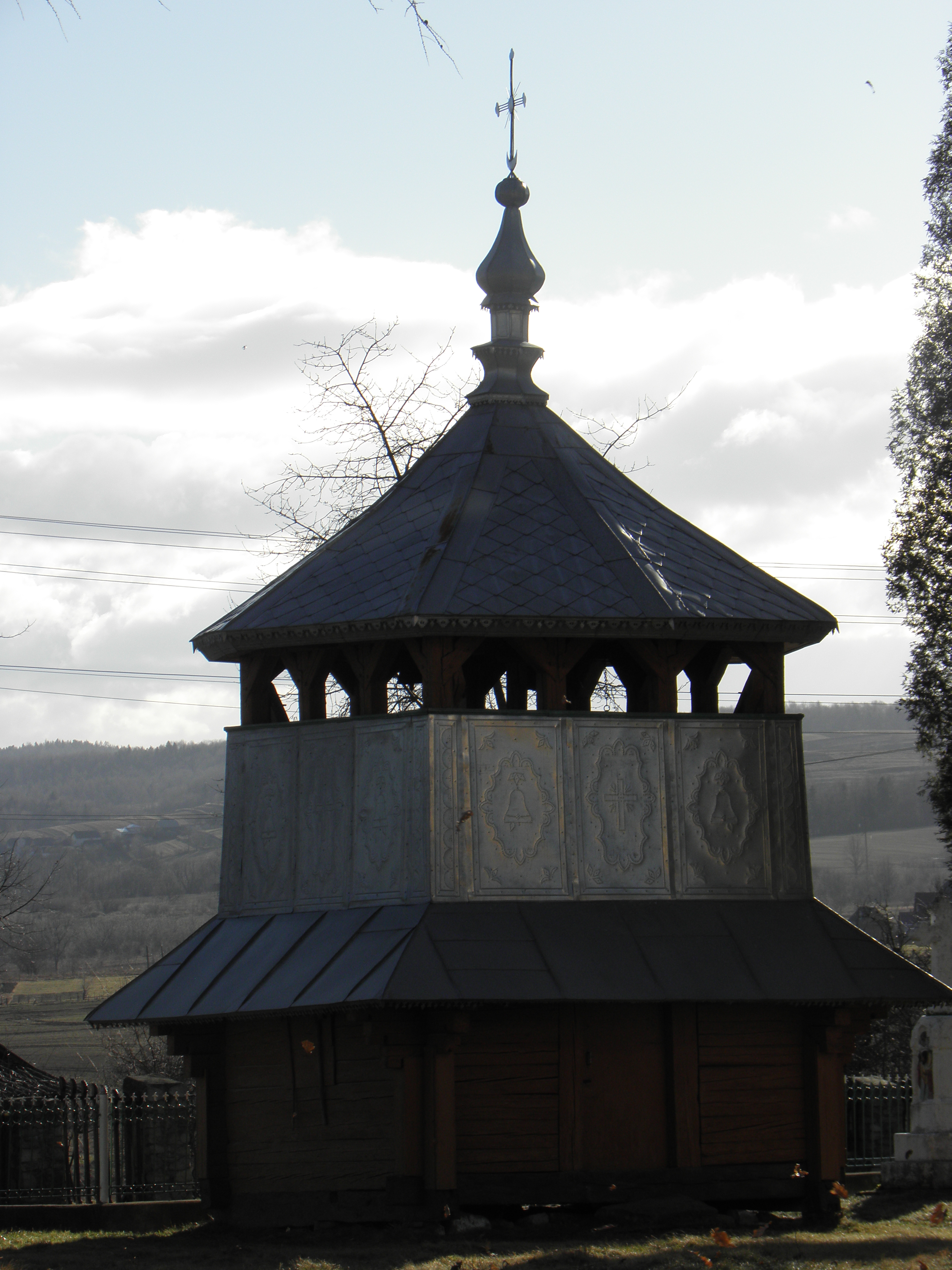
Дзвінниця с.Ясеновець

У 1648 році жителі села брали участь у народному повстанні, за що їх очікувала кривава розправа після відходу Хмельницького.
Зі зростанням Станіслава село належало до Станіславського воєводства Польщі. З 1772 року (після першого поділу Речі Посполитої) до Австрійської імперії. У 1786 р. в селі було 46 хат і 289 мешканців. В 1848 році, внаслідок революції, в Галичині скасовано кріпосне право внаслідок чого селяни отримали в приватну власність угіддя. Окрема ділянка лісу була державною власністю. На честь цієї події був встановлений пам'ятник з написом «В пам'ять даної свободи», який у сімдесяті роки двадцятого століття перенесено на подвір'я церкви. В цей же час була зруйнована перша маленька церква, а її місці був встановлених хрест. Люди побудували нову церкву  використовуючи  деревину, яку принесли з лісу, який ріс навколо села. Священиком був Левицький.
В урочищі Баня була криниця з сіллю(сировицею). Приїжджли по сировицею люди з навколишніх сіл. В селі  була корчма. Заснували її Борух і Борушка на городі, де тепер живе Семків Михайло Іванович.
В 1932 році за кошти жителів села був побудований народний дім, де знаходилась хата-читальня, а також магазин.
1940 рік — першим головою сільської ради були  Андрусів Василь, а потім — Костишин  Микола Васильович.
1941-1942 рр. був голод. Голова був Федір Семків, був арештований на 15 років.
1942 року до Німеччини були вивезені: Чепіль Марія Михайлівна, Корбин Катерина Юрівна, Стасів Анна Василівна, Живоглід Олена Миклаївна. 
1944 рік — війт (Голова сільської ради) Герасим.
1946 – війт Романиш Михайло. Косів Андрій Федорович – голова кооперативу. Був засуджений, як політ в'язень на 21 рік, але після смерті Сталіна, після 7 років ув’язнення його звільнили.
Гладун Іван Васильович – голова сільської ради. Він відбув покарання 8 років в тюрмі в Якутії.
1950 рік — Гладун Михайло – голова сільської ради. Того ж року був заснований колгосп. Голова колгоспу Банний, потім  Стасів Йосип Михайлович. Вересов — працівник НКВД. Було проведену суцільну колективізацію. В людей забирали все майно. Механізації не було. За роботу записувались лише трудодні, а розрахунок був у кінці року. Під час колективізації були репресовані такі люди: Джурин Ярослав Федорович, Кучер Ольга Миколаївна та Чепіль Павліна Михайлівна.
1961 року було створена військова частина, яка підпорядковувадась командуванню військової частини в м. Стрий.
Селяни бережуть пам’ять про загиблих героїв ОУН-УПА.

## Демографія
За офіційними даними в селі проживало:
• 1921 р. — 778 жителів;                                                                  
• 1939 р. — 939 жителів;
• 1958 р. — 643 жителі.

## Населення

### Мова
Розподіл населення за рідною мовою за даними перепису 2001 року:
| Мова       | Кількість | Відсоток |
| ---------- | --------- | -------- |
| українська | 704       | 99.44%   |
| російська  | 4         | 0.56%    |
| Усього     | 708       | 100%     |

## Церква Вознесіння Господнього

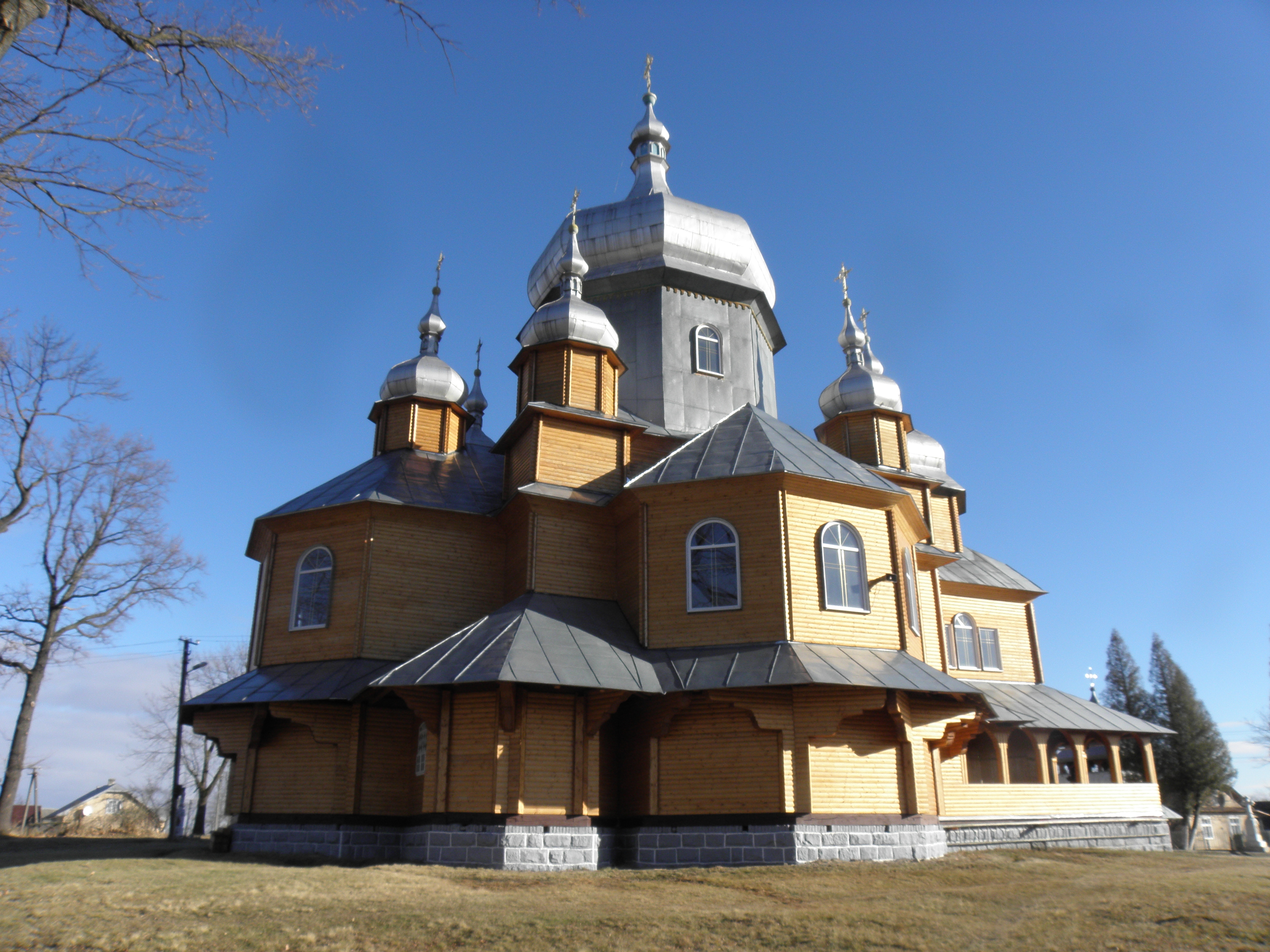
Церква Вознесіння Господнього села Ясеновець

Важливим питанням дослідження історії села є його церковне життя. З переказів старожилів у селі до 1924 була старенька церква, яка носила назву на честь св. Василія Великого. На тому місці зараз стоїть хрест. Люди похилого віку згадують, що храм відчиняли двічі на рік: на свята Миколая і Василія. У ній служив отець Микола, прізвище невідоме, а після нього священником став Костянтин Левицький. На засіданні церковного комітету, а пізніше на сходинах села було прийняте рішення про будівництво нової церкви. Стару церкву розібрали, а іконостас перенесли в село Сваричів. У 1924 році розпочато будівництво нової церкви. Майстри були із сусіднього села Цінева. Головним меценатом був пан Роман (поляк за національністю). Він віддав на будівництво весь свій маєток. Ліс на будівництво рубали в урочищі Гуква, а на підвалини кожна сім'я була зобов'язана дати одного дуба. Столярні роботи виконував Кушак Іван. Будівництво завершилось у 1929 році, а  освячення нового храму відбулося на свято Вознесіння Господнього того ж року. Чин посвячення здійснив тодішній декан Перегінський отець Петро Петрило з благословення правлячого єпископа ординації єпархії. Старожили згадують, що при вході до церкви, під час освячення храму, дівчата зустрічали священників з хлібом і сіллю. Священник отець К. Левицький  служив у храмі, а також обслуговував села Князівське та Іванівка. Богослужіння проводив почергово. Дяком при церкві був Білан Василь, далі Голубовський Микола. У 1925 році було створено церковний хор. Дзвонів при церкві було чотири. У 1960-ті роки церква була зачинена на один рік. При ясеновецькому Божому храмі служило багато священників. Уже згаданий о. Левицький, о. Костин, о. М.Ченета, о. Кудла, о. Ф .Юрів, о. О.Мушинський, о. М.Ріжко, о. І.Христонько. 27 липня 2003 року грамотою єпископа Софона Мудрого був представлений новий священник о. О.Андрусів. Відтоді у школі почали проводитись уроки Слова Божого для молодших класів, а в народному домі поводились уроки для молоді під назвою Духовна краса і світ.